# Élections au Parlement d'Andalousie de 1994
Les élections au Parlement d'Andalousie de 1994 (en espagnol : Elecciones al Parlamento de Andalucía de 1994) se tiennent le dimanche 12 juin 1994, afin d'élire les 109 députés de la IVe législature du Parlement d'Andalousie pour un mandat de quatre ans. Le scrutin se tient le même jour que les élections au Parlement européen.
Avec une participation en hausse, le scrutin voit de nouveau la victoire du Parti socialiste, qui perd cependant sa majorité absolue pour la première fois en douze ans. Aussi bien le Parti populaire que la Gauche unie connaissent une importante progression, à l'inverse de la Coalición Andalucista (es), qui subit une sévère déconvenue.
Manuel Chaves est finalement investi président de la Junte pour un second mandat six semaines après les élections, ayant bénéficié d'un changement de posture de la Gauche unie. Celle-ci passe en effet de l'opposition à une forme d'abstention, ce qui permet au sortant de recevoir la confiance du Parlement à la majorité relative.

## Contexte

### Politique
Au cours des élections de 1990, le Parti socialiste conserve sa majorité absolue avec plus de 60 députés sur 109, et ne subit pas les effets de la forte abstention qui marque le scrutin en raison d'une vague de chaleur et d'une convocation des électeurs un samedi en lieu et place du traditionnel dimanche. Le Partido Andalucista réalise une bonne performance en passant de deux à dix députés.
Le 24 juillet 1990, le socialiste Manuel Chaves est investi président de la Junte d'Andalousie par le Parlement par 62 voix pour et 47 voix contre, l'ensemble des partis autres que le PSOE s'opposant à lui. Il prête serment deux jours plus tard.

### Socio-économique
L'année 1993 est marquée par une période de crise économique, le produit intérieur brut se contractant de 1 % par rapport à 1992, soit la plus importante récession en 30 ans.
Le 20 février, à Linares, de 15 000 à 20 000 personnes manifestent en soutien aux près de 3 000 salariés de l'usine Santana Motor, menacée de fermeture par son nouveau propriétaire, Suzuki. Le maintien de l'activité est finalement acté après la signature d'un accord de compétitivité issu d'un arbitrage par les autorités andalouses. À Alcalá de Guadaíra un an plus tard, la société Gillette cesse son activité, licenciant 246 employés.

## Mode de scrutin

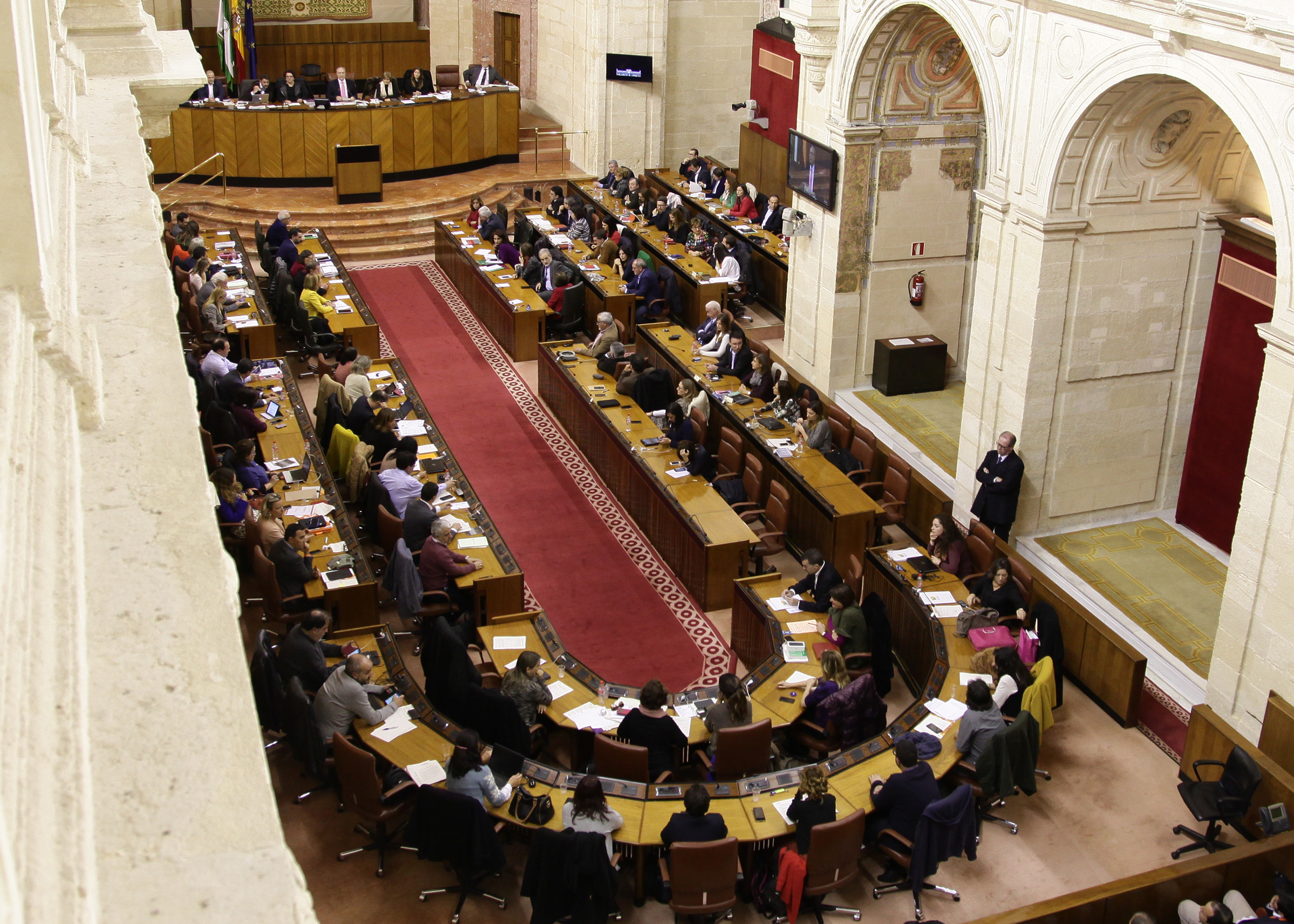
Hémicycle du Parlement, dans l'ancien hôpital de las Cinco Llagas.

Le Parlement d'Andalousie (Parlamento de Andalucía) est une assemblée parlementaire monocamérale constituée de 109 députés (diputados), élue pour une législature de quatre ans au suffrage universel direct selon les règles du scrutin proportionnel d'Hondt par l'ensemble des personnes résidant dans la communauté autonome où résidant momentanément à l'extérieur de celle-ci, si elles en font la demande.

### Convocation du scrutin
Conformément à l'article 26 du statut d'autonomie, le Parlement est élu pour un mandat de quatre ans. L'article 14 de la loi électorale andalouse du 2 janvier 1986, combiné aux dispositions l'article 42 de la loi électorale nationale, précise que les élections sont convoquées au moyen d'un décret du président de la Junte d'Andalousie, signé 25 jours avant la fin du mandat et publié au Journal officiel, le scrutin devant se tenir le 54e jour suivant la publication du décret mais pas entre le 1er juillet et le 31 août,.

### Nombre de députés par circonscription
Puisque l'article 26 du statut d'autonomie prévoit que « le Parlement d'Andalousie sera constitué d'un nombre de députés compris entre 90 et 110 », l'article 17 de la loi électorale indique que le nombre de parlementaires est fixé à 109 et attribue à chaque circonscription 8 sièges d'office, les 45 mandats restant étant distribués en fonction de la population provinciale. L'article 28 du statut énonce effectivement que « la province constitue la circonscription électorale » et précise qu'aucune circonscription ne peut avoir plus du double de représentants qu'une autre.
Le décret de convocation des élections, publié le 19 avril 1994, dispose que les sièges sont répartis ainsi : 
| Circonscriptions   | Députés |
| ------------------ | ------- |
| Séville            | 18      |
| Malaga             | 16      |
| Cadix              | 15      |
| Cordoue et Grenade | 13      |
| Jaén               | 12      |
| Almería et Huelva  | 11      |

### Présentation des candidatures
Peuvent présenter des candidatures,, : 
- les partis ou fédérations politiques enregistrées auprès du registre des associations politiques du ministère de l'Intérieur ;
- les coalitions électorales de ces mêmes partis ou fédérations dûment constituées et inscrites auprès de la commission électorale au plus tard 10 jours après la convocation du scrutin ;
- et les électeurs de la circonscription, en nombre d'au moins 1 % des inscrits.

### Répartition des sièges
Seules les listes ayant recueilli au moins 3 % des suffrages valides — vote blanc inclus — peuvent participer à la répartition des sièges à pourvoir dans une circonscription, qui s'organise en suivant différentes étapes : 
- les listes sont classées en une colonne par ordre décroissant du nombre de suffrages obtenus ;
- les suffrages de chaque liste sont divisés par 1, 2, 3... jusqu'au nombre de députés à élire afin de former un tableau ;
- les mandats sont attribués selon l'ordre décroissant des quotients ainsi obtenus.

Lorsque deux listes obtiennent un même quotient, le siège est attribué à celle qui a le plus grand nombre total de voix ; lorsque deux candidatures ont exactement le même nombre total de voix, l'égalité est résolue par tirage au sort et les suivantes de manière alternative.

## Campagne

### Principales forces politiques
| Force politique | Force politique                                                                                            | Force politique | Chef de file                          | Idéologie                                                               | Résultats en 1990          |
| --------------- | --- | --------------- | ------------------------------------- | ----------------------------------------------------------------------- | -------------------------- |
|                 | Parti socialiste ouvrier espagnol d'Andalousie (es) Partido Socialista Obrero Español de Andalucía         | PSOE-A          | Manuel Chaves (Président de la Junte) | Centre gauche Social-démocratie, progressisme, nationalisme             | 49,6 % des voix 62 députés |
|                 | Parti populaire (es) Partido Popular                                                                       | PP              | Javier Arenas                         | Centre droit à droite Conservatisme, démocratie chrétienne, libéralisme | 22,2 % des voix 26 députés |
|                 | Gauche unie Les Verts – Appel pour l'Andalousie (es) Izquierda Unida Los Verdes-Convocatoria por Andalucía | IULV-CA         | Luis Carlos Rejón (es)                | Gauche Communisme, écologisme, nationalisme                             | 12,7 % des voix 11 députés |
|                 | Coalición Andalucista-Poder Andaluz (es) (fr) Coalition andalouciste-Pouvoir andalou                       | CA-PA           | Arturo Moya Moreno (es)               | Centre gauche Social-démocratie, fédéralisme, nationalisme              | 10,8 % des voix 10 députés |

## Résultats

### Total régional
| Représentation en hémicycle sur un axe gauche-droite du résultat. |                                                           |           |       |       |        |               |  |  |
| Partis                                                            | Partis                                                    | Voix      | %     | +/-   | Sièges | +/-           |  |  |
|                                                                   | Parti socialiste ouvrier espagnol d'Andalousie (PSOE-A)   | 1 395 131 | 38,71 | 10,9  | 45     | 17            |  |  |
|                                                                   | Parti populaire (PP)                                      | 1 238 252 | 34,36 | 12,19 | 41     | 15            |  |  |
|                                                                   | Gauche unie Les Verts – Appel pour l'Andalousie (IULV-CA) | 689 815   | 19,14 | 6,47  | 20     | 9             |  |  |
|                                                                   | Coalición Andalucista-Poder Andaluz (CA-PA) (es)          | 208 862   | 5,80  | 4,95  | 3      | 7             |  |  |
|                                                                   | Parti communiste du peuple andalou (PCPA)                 | 12 078    | 0,34  | 0,11  | 0      | en stagnation |  |  |
|                                                                   | Foro (es)-Centre démocratique et social (Foro-CDS)        | 10 475    | 0,20  | 0,90  | 0      | en stagnation |  |  |
|                                                                   | Nation andalouse (NA)                                     | 9 690     | 0,27  | Nv    | 0      | en stagnation |  |  |
|                                                                   | Parti humaniste (PH) (es)                                 | 5 510     | 0,15  | 0,08  | 0      | en stagnation |  |  |
|                                                                   | Falange Española de las JONS (FEJONS)                     | 2 637     | 0,07  | 0,01  | 0      | en stagnation |  |  |
|                                                                   | Octobre socialiste (OS)                                   | 641       | 0,02  | Nv    | 0      | en stagnation |  |  |
|                                                                   | Falange Española Independiente (FEI)                      | 350       | 0,01  | Nv    | 0      | en stagnation |  |  |
|                                                                   | Vote blanc                                                | 30 750    | 0,85  | 0,41  |        |               |  |  |
|                                                                   |                                                           |           |       |       |        |               |  |  |
| Votes valides                                                     | Votes valides                                             | 3 604 191 | 99,40 |       |        |               |  |  |
| Votes nuls                                                        | Votes nuls                                                | 21 854    | 0,60  |       |        |               |  |  |
| Total                                                             | Total                                                     | 3 626 045 | 100   | –     | 109    | en stagnation |  |  |
| Abstentions                                                       | Abstentions                                               | 1 763 507 | 32,72 |       |        |               |  |  |
| Inscrits / Participation                                          | Inscrits / Participation                                  | 5 389 552 | 67,28 |       |        |               |  |  |

### Par circonscription
| Circonscription | Circonscription | Almería | Almería | Almería | Almería       | Cadix   | Cadix   | Cadix  | Cadix         | Cordoue | Cordoue | Cordoue | Cordoue       | Grenade | Grenade | Grenade | Grenade       |
| --------------- | --------------- | ------- | ------- | ------- | ------------- | ------- | ------- | ------ | ------------- | ------- | ------- | ------- | ------------- | ------- | ------- | ------- | ------------- |
|                 |                 |         |         |         |               |         |         |        |               |         |         |         |               |         |         |         |               |
| Sièges          | Sièges          | 11      | 11      | 11      | en stagnation | 15      | 15      | 15     | en stagnation | 13      | 13      | 13      | en stagnation | 13      | 13      | 13      | en stagnation |
|                 |                 |         |         |         |               |         |         |        |               |         |         |         |               |         |         |         |               |
|                 |                 | Nombre  | Nombre  | %       | %             | Nombre  | Nombre  | %      | %             | Nombre  | Nombre  | %       | %             | Nombre  | Nombre  | %       | %             |
| Inscrits        | Inscrits        | 358 834 | 358 834 | 100,00  | 100,00        | 815 074 | 815 074 | 100,00 | 100,00        | 588 278 | 588 278 | 100,00  | 100,00        | 634 462 | 634 462 | 100,00  | 100,00        |
| Abstentions     | Abstentions     | 115 198 | 115 198 | 32,10   | 32,10         | 324 586 | 324 586 | 39,82  | 39,82         | 159 157 | 159 157 | 27,05   | 27,05         | 198 289 | 198 289 | 31,25   | 31,25         |
| Votants         | Votants         | 243 636 | 243 636 | 67,90   | 67,90         | 490 488 | 490 488 | 60,18  | 60,18         | 429 121 | 429 121 | 72,95   | 72,95         | 436 173 | 436 173 | 68,75   | 68,75         |
| Nuls            | Nuls            | 1 374   | 1 374   | 0,56    | 0,56          | 3 586   | 3 586   | 0,73   | 0,73          | 2 672   | 2 672   | 0,62    | 0,62          | 2 714   | 2 714   | 0,62    | 0,62          |
| Exprimés        | Exprimés        | 242 262 | 242 262 | 99,44   | 99,44         | 486 902 | 486 902 | 99,27  | 99,27         | 426 449 | 426 449 | 99,38   | 99,38         | 433 459 | 433 459 | 99,38   | 99,38         |
|                 |                 |         |         |         |               |         |         |        |               |         |         |         |               |         |         |         |               |
| Partis          | Partis          | Voix    | %       | Sièges  | +/-           | Voix    | %       | Sièges | +/-           | Voix    | %       | Sièges  | +/-           | Voix    | %       | Sièges  | +/-           |
|                 | PSOE-A          | 92 302  | 38,10   | 5       | 2             | 168 160 | 34,54   | 5      | 3             | 159 830 | 37,48   | 6       | 1             | 166 026 | 38,30   | 5       | 2             |
|                 | PP              | 101 620 | 41,95   | 5       | 2             | 161 847 | 33,24   | 5      | 3             | 131 312 | 30,79   | 4       | 1             | 167 528 | 38,65   | 6       | 2             |
|                 | IULV-CA         | 36 448  | 15,04   | 1       | en stagnation | 88 647  | 18,21   | 3      | 2             | 104 938 | 24,61   | 3       | 1             | 72 958  | 16,83   | 2       | 1             |
|                 | CA-PA (es)      | 7 757   | 3,20    | 0       | en stagnation | 56 652  | 11,64   | 2      | 2             | 22 391  | 5,25    | 0       | 1             | 19 144  | 4,42    | 0       | 1             |
|                 | Autres          | 2 600   | 1,07    |         |               | 7 724   | 1,59    |        |               | 4 716   | 1,11    |         |               | 4 560   | 1,05    |         |               |
|                 | Blanc           | 1 535   | 0,63    | 3 872   | 0,80          | 3 262   | 0,76    | 3 243  | 0,75          |         |         |         |               |         |         |         |               |

| Circonscription | Circonscription | Huelva  | Huelva  | Huelva | Huelva        | Jaén    | Jaén    | Jaén   | Jaén          | Malaga  | Malaga  | Malaga | Malaga        | Séville   | Séville   | Séville | Séville       |
| --------------- | --------------- | ------- | ------- | ------ | ------------- | ------- | ------- | ------ | ------------- | ------- | ------- | ------ | ------------- | --------- | --------- | ------- | ------------- |
|                 |                 |         |         |        |               |         |         |        |               |         |         |        |               |           |           |         |               |
| Sièges          | Sièges          | 11      | 11      | 11     | en stagnation | 12      | 12      | 12     | en stagnation | 16      | 16      | 16     | en stagnation | 18        | 18        | 18      | en stagnation |
|                 |                 |         |         |        |               |         |         |        |               |         |         |        |               |           |           |         |               |
|                 |                 | Nombre  | Nombre  | %      | %             | Nombre  | Nombre  | %      | %             | Nombre  | Nombre  | %      | %             | Nombre    | Nombre    | %       | %             |
| Inscrits        | Inscrits        | 342 787 | 342 787 | 100,00 | 100,00        | 498 134 | 498 134 | 100,00 | 100,00        | 888 952 | 888 952 | 100,00 | 100,00        | 1 263 031 | 1 263 031 | 100,00  | 100,00        |
| Abstentions     | Abstentions     | 128 229 | 128 229 | 37,41  | 37,41         | 123 333 | 123 333 | 24,76  | 24,76         | 318 028 | 318 028 | 35,78  | 35,78         | 396 650   | 396 650   | 31,40   | 31,40         |
| Votants         | Votants         | 214 558 | 214 558 | 62,59  | 62,59         | 374 801 | 374 801 | 75,24  | 75,24         | 570 924 | 570 924 | 64,22  | 64,22         | 866 381   | 866 381   | 68,60   | 68,60         |
| Nuls            | Nuls            | 1 406   | 1 406   | 0,66   | 0,66          | 2 266   | 2 266   | 0,60   | 0,60          | 3 190   | 3 190   | 0,56   | 0,56          | 4 646     | 4 646     | 0,54    | 0,54          |
| Exprimés        | Exprimés        | 213 202 | 213 202 | 99,34  | 99,34         | 372 535 | 372 535 | 99,40  | 99,40         | 567 647 | 567 647 | 99,44  | 99,44         | 861 735   | 861 735   | 99,46   | 99,46         |
|                 |                 |         |         |        |               |         |         |        |               |         |         |        |               |           |           |         |               |
| Partis          | Partis          | Voix    | %       | Sièges | +/-           | Voix    | %       | Sièges | +/-           | Voix    | %       | Sièges | +/-           | Voix      | %         | Sièges  | +/-           |
|                 | PSOE-A          | 93 983  | 44,08   | 5      | 2             | 158 712 | 42,60   | 5      | 2             | 194 768 | 34,31   | 6      | 3             | 361 350   | 41,93     | 8       | 2             |
|                 | PP              | 70 995  | 33,30   | 4      | 2             | 133 680 | 35,88   | 5      | 1             | 207 406 | 36,54   | 6      | 2             | 263 864   | 30,62     | 6       | 2             |
|                 | IULV-CA         | 33 559  | 15,74   | 2      | 1             | 58 255  | 15,64   | 2      | 1             | 126 946 | 22,36   | 4      | 2             | 168 064   | 19,50     | 3       | 1             |
|                 | CA-PA (es)      | 11 108  | 5,21    | 0      | 1             | 15 307  | 4,11    | 0      | en stagnation | 26 454  | 4,66    | 0      | 1             | 50 049    | 5,81      | 1       | 1             |
|                 | Autres          | 1 913   | 0,90    |        |               | 3 953   | 1,06    |        |               | 7 466   | 1,32    |        |               | 8 449     | 0,98      |         |               |
|                 | Blanc           | 1 644   | 0,77    | 2 628  | 0,71          | 4 607   | 0,81    | 9 959  | 1,16          |         |         |        |               |           |           |         |               |

## Analyse

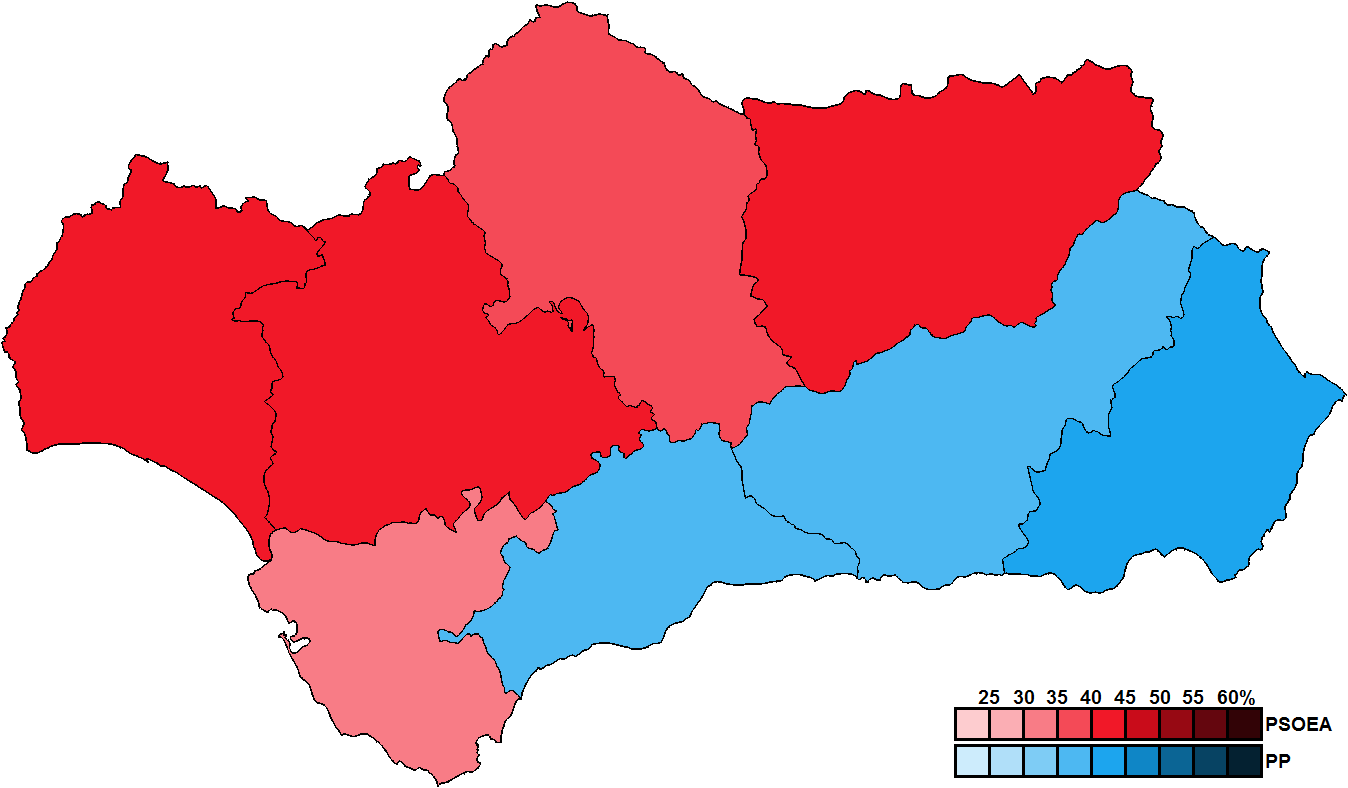
Parti arrivé en tête par circonscription et intensité de son score.

Le scrutin voit la participation augmenter de 12 points par rapport à celui de 1990, avec une mobilisation particulièrement importante dans les villes d'Alcalá de Guadaíra et de Linares, frappées par la crise industrielle.
S'il arrive en tête, le Parti socialiste subit ce que ABC qualifie de « sévère correction », perdant, pour la première fois dans l'histoire de l'Andalousie autonome, sa majorité absolue au Parlement. Avec 45 députés sur 109, il est talonné par le Parti populaire, qui en remporte 41. Ce recul de 17 sièges du Parti socialiste s'explique aussi bien par le gain de 15 élus par le Parti populaire que par l'importante progression de la Gauche unie, qui passe de 11 à 20 parlementaires. La Coalición Andalucista (es) connaît un résultat en fort recul, qui se traduit par l'échec de son chef de file et du secrétaire général du Partido Andalucista à obtenir un siège.
Au niveau plus local, le Parti socialiste subit une débâcle dans son fief de Malaga, où il passe de la première à la troisième place. Il en va de même à Linares, où il divise par deux son résultat des élections générales de 1993. Le Parti populaire le devance également dans la province d'Almería et fait jeu égal avec lui dans celles de Cadix, où la tête de liste socialiste revenait au président sortant, Manuel Chaves, et de Jaén,.

## Suites
Deux jours après la tenue du scrutin, Gauche unie Les Verts – Appel pour l'Andalousie indique, à la suite d'une réunion de sa direction, qu'elle votera « contre » l'investiture de Manuel Chaves. Sans l'abstention de celle-ci ou du Parti populaire, le président de la Junte sortant devra attendre deux mois à compter du premier vote pour être désigné à nouveau. À la suite d'une rencontre entre Manuel Chaves et le coordonnateur de la Gauche unie, Luis Carlos Rejón (es), le 20 juin, ce dernier confirme qu'il n'y aura ni contrat de coalition, ni accord d'investiture avec le Parti socialiste, mais reste ouvert à des accords concrets.
Se soumettant au premier tour du vote d'investiture le 20 juillet, Manuel Chaves échoue par 44 voix pour et 63 contre, son discours aux accents autonomistes ne permettant pas de faire évoluer la position de la Gauche unie. Lors du deuxième tour, sa candidature est de nouveau rejetée par le Parlement, par 43 voix pour et 64 contre, à l'issue d'une séance de 8 min.
À la suite d'un changement de posture de la Gauche unie, fruit de la volonté du député Juan Manuel Sánchez Gordillo de ne pas soutenir le président sortant mais de ne pas empêcher la formation du gouvernement, Manuel Chaves obtient l'investiture des députés le 29 juillet par 44 voix pour, 41 contre et 4 abstentions. À l'exception du président du Parlement, Diego Valderas (es), qui s'abstient comme les trois députés de la Coalición Andalucista, les parlementaires de la Gauche unie annoncent « ne pas prendre part au vote », une posture que le règlement de l'assemblée ne prévoit pas et qui annule de fait leur suffrage.
Il est assermenté le 1er août.